# Tramont-Saint-André
Tramont-Saint-André is een gemeente in het Franse departement Meurthe-et-Moselle (regio Grand Est) en telt 52 inwoners (2009). De plaats maakt deel uit van het arrondissement Toul.

## Geografie
De oppervlakte van Tramont-Saint-André bedraagt 7,1 km², de bevolkingsdichtheid is dus 7,3 inwoners per km².
De onderstaande kaart toont de ligging van Tramont-Saint-André met de belangrijkste infrastructuur en aangrenzende gemeenten.

## Demografie
Onderstaande figuur toont het verloop van het inwonertal (bron: INSEE-tellingen).